# Bunt żaków
Bunt żaków – opera Tadeusza Szeligowskiego, w czterech aktach (8 obrazach), do której libretto napisał Roman Brandstaetter. Jej prapremiera odbyła się 14 lipca 1951 r. we Wrocławiu.
Bunt żaków jest pierwszą polską powojenną operą. Jej akcja rozgrywa się w Krakowie w 1549 r.

## Osoby
- Zygmunt August, król polski – bas
- Mikołaj Graba, podkanclerzy koronny – tenor
- Jan Tarnowski, kasztelan krakowski – tenor
- Tomasz Kurzelowita, burmistrz krakowski – baryton
- Anna, jego córka – sopran
- Mikołaj Prokopiades, rektor Akademii Krakowskiej – tenor
- Łachmanek, żak – tenor

i inni.

## Treść
Akcja opery oparta jest na autentycznych wydarzeniach, które miały miejsce w Krakowie w 1549 roku. Zamordowanie kilku studentów Uniwersytetu Jagiellońskiego plebejskiego pochodzenia przez patrycjuszy miejskich doprowadziło do studenckiej rewolty. W operze istotny jest bohater zbiorowy, a wątki miłosne zostały potraktowane marginesowo. Od strony muzycznej Bunt żaków jest ciekawą próbą połączenia elementów archaizujących ze środkami muzyki nowszej. Dla oddania kolorytu epoki wprowadza Szeligowski formy dawnych tańców (gaillarde), cytaty z autentycznych XVI-wiecznych pieśni studenckich, zaś konserwatywnym profesorom uniwersytetu każe śpiewać w stylu muzyki XIII stulecia. Obok tego pojawiają się rytmy znacznie później wykształconego tańca – krakowiaka, a nieliczne w operze arie i duety utrzymane są przeważnie w duchu muzyki późnego romantyzmu. Dużą rolę odgrywają formy pieśniarskie oraz – co wynika z założeń treści dzieła – chóry, których znakomicie opracowane partie należą do najlepszych fragmentów opery.